# Sanada Nobuyuki
Sanada Nobuyuki (真田信之, 1566-12 novembre 1658) est un daimyo des époques Azuchi Momoyama et Edo de l'histoire du Japon. Il est le fils du daimyo Sanada Masayuki et le frère aîné de Sanada Yukimura.

## Biographie
Dès son jeune âge, Nobuyuki est envoyé comme otage par son père Masayuki auprès du daimyo Takeda Shingen pour prouver la loyauté du clan Sanada au clan Takeda. Après la destruction du clan Takeda par l'armée unie des Oda et des Tokugawa, Nobuyuki s'enfuit au château d'Ueda, nouveau fief du clan Sanada. En 1585, Tokugawa Ieyasu attaque le château d'Ueda ; Nobuyuki se bat aux côtés de son père et est victorieux. Plus tard, Masayuki sert sous Toyotomi Hideyoshi et Nobuyuki est envoyé à Ieyasu pour en être le vassal afin de préserver le clan si un problème devait arriver au clan Toyotomi.

Paravent de l'époque d'Edo représentant la bataille de Sekigahara.

Lors de la bataille de Sekigahara en 1600, Nobuyuki combat du côté d'Ieyasu alors que Masayuki et son frère Yukimura combattent dans le camp opposé, sous la bannière d'Ishida Mitsunari. Après la victoire d'Ieyasu, Nobuyuki plaide leur cause et, plutôt que d'être exécutés, ils sont exilés à Kudoyama dans la province de Kii. Nobuyuki prend alors la tête du clan Sanada.
Les Tokugawa ont généralement une haute estime de Nobuyuki. Il épouse une princesse Tokugawa, Komatsuhime, ce qui fait de lui le gendre de Honda Tadakatsu et des Tokugawa. En 1622, il devient le premier daimyo du domaine de Matsushiro et vit jusqu'à l'âge de 92 ans.

## Source de la traduction
- (en) Cet article est partiellement ou en totalité issu de l’article de Wikipédia en anglais intitulé « Sanada Nobuyuki » (voir la liste des auteurs).